# Elaphocordyceps virens
Elaphocordyceps virens är en svampart som först beskrevs av Kobayasi, och fick sitt nu gällande namn av G.H. Sung, J.M. Sung & Spatafora 2007. Elaphocordyceps virens ingår i släktet Elaphocordyceps och familjen Ophiocordycipitaceae.   Inga underarter finns listade i Catalogue of Life.